# Jan Magnussen
Jan Magnussen (* 4. července 1973 Roskilde) je dánský automobilový závodník, bývalý pilot Formule 1. Jeho syn Kevin Magnussen je bývalý závodník Formule 1.

## Kariéra před formulí 1
V jedenácti letech začal jezdit na motokárách a již ve 2. sezoně vyhrál první titul mistra Dánska. V roce 1987 vyhrál titul juniorského mistra světa a stal se tak nejmladším jezdcem, který tento pohár získal. V roce 1989 tento úspěch zopakoval a o rok později se stal seniorským mistrem světa.
V roce 1992 přestoupil do britské Formule Ford, vyhrál 7 z 19 závodů a skončil na 3. místě. Vyhrál Festival Formule Ford v Brands Hatch. V roce 1993 závodil ve Formuli Vauxhall, kde vyhrál tři závody. Také závodil v britské sérii Formule 3 v týmu Paula Stewarta. V roce 1994 vyhrál britskou Formuli 3, stanovil nový rekord v počtu výher - zvítězil ve 14 ze 18 závodů. V roce 1995 závodil v DTM.
V roce 1996 jezdil v cestovních vozech a hostoval v několika závodech americké Champ Car.

## Formule 1
V roce 1994 mu za odměnu umožnil tým McLaren poprvé testovat formuli 1. V následujícím roce se stal testovacím jezdcem tohoto týmu. V Grand Prix Pacifiku 1995 debutoval za tým McLaren jako náhrada za Miku Häkkinena, dojel na 10. příčce.
Pro sezonu 1997 byl jmenován druhým jezdcem týmu Stewart Grand Prix po boku zkušeného Brazilce Rubense Barrichella. V průběhu roku nezískal ani bod, jeho nejlepším umístěním byla 7. příčka při Grand Prix Monaka 1997. V roce 1998 začal sezonu v podobném stylu, přestože v Grand Prix Kanady 1998 získal svůj první bod ve formuli jedna, tak byl po této velké ceně nahrazen Holanďanem Josem Verstappenem.

## Kompletní výsledky ve Formuli 1
| Legenda k tabulce | Legenda k tabulce                                                                       |
| Barva             | Výsledek                                                                                |
| ----------------- | --------------------------------------------------------------------------------------- |
| Zlatá             | Vítěz                                                                                   |
| Stříbrná          | 2. místo                                                                                |
| Bronzová          | 3. místo                                                                                |
| Zelená            | Bodované umístění                                                                       |
| Modrá             | Nebodované umístění                                                                     |
| Modrá             | Dokončil neklasifikován (NC)                                                            |
| Fialová           | Odstoupil (Ret)                                                                         |
| Červená           | Nekvalifikoval se (DNQ)                                                                 |
| Červená           | Nepředkvalifikoval se (DNPQ)                                                            |
| Černá             | Diskvalifikován (DSQ)                                                                   |
| Bílá              | Nestartoval (DNS)                                                                       |
| Bílá              | Závod zrušen (C)                                                                        |
| Světle modrá      | Pouze trénoval (PO)                                                                     |
| Světle modrá      | Páteční testovací jezdec (TD)                                                           |
| Bez barvy         | Netrénoval (DNP)                                                                        |
| Bez barvy         | Vyřazen (EX)                                                                            |
| Bez barvy         | Nepřijel (DNA)                                                                          |
| Bez barvy         | Odvolal účast (WD)                                                                      |
| Bez barvy         | Nezúčastnil se (prázdné)                                                                |
| Označení          | Význam                                                                                  |
| Tučnost           | Pole position                                                                           |
| Kurzíva           | Nejrychlejší kolo                                                                       |
| †                 | Jezdec nedojel do cíle, ale byl klasifikován, protože odjel více než 90 % délky závodu. |
| ‡                 | Byl udělován poloviční počet bodů, protože bylo odjeto méně než 75 % délky závodu.      |
| Horní index       | Umístění bodujících jezdců ve sprintu                                                   |

| Rok  | Tým                        | Šasi            | Motor                   | 1       | 2       | 3       | 4       | 5      | 6       | 7       | 8       | 9       | 10      | 11      | 12     | 13      | 14      | 15      | 16      | 17    | Umístění  | Body |
| ---- | -------------------------- | --------------- | ----------------------- | ------- | ------- | ------- | ------- | ------ | ------- | ------- | ------- | ------- | ------- | ------- | ------ | ------- | ------- | ------- | ------- | ----- | --------- | ---- |
| 1995 | Marlboro McLaren Mercedes  | McLaren MP4/10B | Mercedes V10            | BRA     | ARG     | SMR     | ESP     | MON    | CAN     | FRA     | GBR     | GER     | HUN     | BEL     | ITA    | POR     | EUR     | PAC 10  | JPN     | AUS   | -         | 0    |
| 1997 | HSBC Malaysia Stewart Ford | Stewart SF01    | Ford VJ Zetec-R 3.0 V10 | AUS Ret | BRA DNS | ARG 10  | SMR Ret | MON 7  | ESP 13  | CAN Ret | FRA Ret | GBR Ret | GER Ret | HUN Ret | BEL 12 | ITA Ret | AUT Ret | LUX Ret | JPN Ret | EUR 9 | -         | 0    |
| 1998 | HSBC Stewart Ford          | Stewart SF02    | Ford VJ Zetec-R 3.0 V10 | AUS Ret | BRA 10  | ARG Ret | SMR Ret | ESP 12 | MON Ret | CAN 6   | FRA     | GBR     | AUT     | GER     | HUN    | BEL     | ITA     | LUX     | JPN     |       | 17. místo | 1    |

## Kariéra po formuli 1
Od roku 1999 jezdí 24 hodin Le Mans a American Le Mans Series. Jeho nejlepším výsledkem v Le Mans bylo 10. místo v roce 2000. Vyhrál mnoho jednotlivých závodů, v roce 2008 vyhrál pohár jezdců ve třídě GT1.